# Сверкер Старији
Сверкер Старији († 20. децембар 1156) је био шведски краљ (1130—1156) из династије Сверкер, коју је и основао.
Његова владавина, као и владавина његових претходника била је испуњена ратовима, најчешће против Норвешке и Данске, као и бунама. На унутрашњем плану ово раздобље обележио је успон земљопоседничког племства до владајућег положаја .
У име хришћанства Сверкер је водио не само политику потчињавања шведског сељаштва, већ и политику спољних освајања. Од средине XII века он учествује у освајању источних обала Балтичког Мора, такмичећи се с Немцима. Његови ударци били су уперени према северу — на Финску и на Неву, тежећи да освоји њено ушће, како би завладао балтичком трговином с Русијом. Тако од средине XII века почињу крсташки ратови шведских краљева против Финске. Финска су племена била побеђена и принуђена да се покрсте. Водио је и походе на Неву. Али, његове освајачке тежње наишле су на одлучан отпор од стране Карелаца и Руса .
Међутим, укупно гледано, изгледа да феудални систем није био доминантан у Шведској. Тамо су постојали племићи који су држали феуде, али је племство као целина своју моћ црпло из алодијалних земаља. Војна служба коју су племићи били дужни да врше и употреба страних титула као што је барон, витез и штитоноша, пружили су лажну феудалну представу друштва које у суштини то није било. Одсуство властеоског система било је још упадљивије. Феудалци и племићи нису имали право суђења, осима ако се не би десило да држе као феуд неку службу у краљевској управи; ипак право суђења било је признато као јавна служба тако да није било везано са поседовање земље. Мада је црква, заједно са племством, уживала право пореског имунитета, прелатски поседи нису имали статус феуда .

## Породично стабло
|  |                    |  |  |  |  |  |  |  |  |  |  |  |  |  |  |  |
|  | 2.                 |  |  |  |  |  |  |  |  |  |  |  |  |  |  |  |
|  |                    |  |  |  |  |  |  |  |  |  |  |  |  |  |  |  |
|  |                    |  |  |  |  |  |  |  |  |  |  |  |  |  |  |  |
|  | 1. Сверкер Старији |  |  |  |  |  |  |  |  |  |  |  |  |  |  |  |
|  |                    |  |  |  |  |  |  |  |  |  |  |  |  |  |  |  |
|  |                    |  |  |  |  |  |  |  |  |  |  |  |  |  |  |  |
|  | 3.                 |  |  |  |  |  |  |  |  |  |  |  |  |  |  |  |
|  |                    |  |  |  |  |  |  |  |  |  |  |  |  |  |  |  |
|  |                    |  |  |  |  |  |  |  |  |  |  |  |  |  |  |  |